# Wągrowiec-Północ (gmina)
Wągrowiec-Północ (od 1973 Łekno) – dawna gmina wiejska istniejąca w latach 1934–1954 w woj. poznańskim (dzisiejsze woj. wielkopolskie). Siedzibą władz gminy był Wągrowiec, który jednak nie wchodził w jej skład (gmina miejska).
Gmina zbiorowa Wągrowiec-Północ została utworzona 1 sierpnia 1934 roku w powiecie wągrowieckim w woj. poznańskim z dotychczasowych jednostkowych gmin wiejskich: Bartodzieje, Bracholin, Brzeźno Stare, Bukowiec, Dąbkowce, Kaliska, Kaliszanki, Kaliszany, Kamienica, Kiedrowo, Kobylec, Kopaszyn, Krosno, Łekno, Nowe, Oporzyn, Pawłowo Żońskie, Pawłówko, Rgielsko, Tarnowo Pałuckie i Toniszewo (oraz z obszarów dworskich położonych na tych terenach lecz nie wchodzących w skład gmin). 
Po wojnie gmina zachowała przynależność administracyjną. 23 lutego 1949 roku do gminy Wągrowiec-Północ przyłączono część zniesionej gminy Czeszewo. Według stanu z dnia 1 lipca 1952 roku gmina składała się z 21 gromad: Bartodzieje, Bracholin, Brzeźno Stare, Bukowiec, Durowo, Grylewo, Kaliska, Kaliszany, Kamienica, Koninek, Kopaszyn, Krosno, Łekno, Łukowo, Nowe, Pawłowo Żońskie, Rąbczyn, Rgielsko, Siedleczko, Tarnowo Pałuckie i Toniszewo.
Gmina została zniesiona 29 września 1954 roku wraz z reformą wprowadzającą gromady w miejsce gmin. Jednostki nie przywrócono 1 stycznia 1973 roku po reaktywowaniu gmin, utworzono natomiast jej terytorialny odpowiednik, gminę Łekno.